# Amphibiogoezia spinosoma
Amphibiogoezia spinosoma ist ein bei Froschlurchen in Indien vorkommender Spulwurm. Typuswirt ist Euphlyctis cyanophlyctis. Er ist der einzige Vertreter in der Gattung Amphibiogoezia.

## Merkmale
Männchen sind 5,1 bis 11,7 mm lang und 0,21 bis 0,42 mm dick. Weibchen sind 6,8 bis 13,5 mm lang und 0,24 bis 0,55 mm dick. Der zylindrische Körper verjüngt sich am Kopf etwas, am Hinterende gibt es einen kurzen Schwanz mit einem Endstachel. Der Körper zeigt eine Querstreifung der Kutikula, welche über die gesamte Länge mit kleinen, ringförmig angeordneten Dornen besetzt ist. Die Exkretionspore liegt am Ösophagus-Darm-Übergang. Der Kopf ist von einer Kutikulaerweiterung umgeben. Die Oberlippe trägt ein Paar submedianer Papillen, die beiden Unterlippen je eine Papille und seitlich eine Amphide. Die Basis aller drei Lippen trägt innen einen dreieckigen Zahn. Der Pharynx ist mit deutlichen, nach vorn gerichteten Dornen besetzt. Der Ösophagus endet in einer birnenförmigen Erweiterung, welchen tassenartig von einer nach vorn gerichteten Erweiterung des Darms umfasst wird, von der auch ein kleiner Blinddarm ausgeht.
Die beiden Spicula haben die gleiche Form und Länge. Letztere beträgt 0,2 bis 0,3 mm. Ihre Leitstruktur (Gubernaculum) ist 34 bis 40 µm lang. Es gibt acht Paare von Analpapillen sowie eine, in der Mitte liegende Präanalpapille. Die Vulva der Weibchen ist von deutlichen Lippen umrahmt und liegt etwas vor der Körpermitte. Die Vagina zieht nach vorn und geht dann in beiden Richtungen in je einen Uteruszweig über. Die Eier sind 30–50 × 20–40 µm groß.
Erkennungsmerkmale der Gattung sind die ringförmig angeordneten Stacheln, der kurze, mit einem Endstachel versehene Schwanz, der mit Dornen bewehrte Pharynx, das Fehlen eines Anhangs am Ventriculus und der kurze Blinddarm. Zudem sind, im Gegensatz zu Goetzia, die Spicula gleich und ein Gubernaculum ist vorhanden, was sie von der Schwestergattung Goezia unterscheidet.